# 228
Het jaar 228 is het 28e jaar in de 3e eeuw volgens de christelijke jaartelling.

## Gebeurtenissen

### Italië
- Keizer Alexander Severus stuurt vanwege de Perzische dreiging in Syria, de Romeinse legioenen die gelegerd zijn bij de Rijn en Donau naar het Oosten.

### Perzië
- Koning Ardashir I voltooit vier jaar na de overname van het Perzische Rijk door de Sassaniden de verovering van Parthië.

### China
- Zhuge Liang, strateeg en veldheer van het Koninkrijk Shu Han, voert twee noordelijke veldtochten tegen de Wei-dynastie.

## Geboren
- Paulus van Thebe, christelijke heilige en kluizenaar (overleden 341)

## Overleden
- Lü Fan, Chinees veldheer
- Vologases VI, koning van Parthië